# Тулн на Дунав
Тулн на Дунав (на немски: Tulln an der Donau, Тулн ан дер Донау) е град в Северна Австрия, окръг Тулн на провинция Долна Австрия.
Разположен е на десния бряг на река Дунав на 30 km северозападно от Виена. Главен административен център е на окръг Тулн. Населението му е 14 509 души към 1 април 2009 г.

## Личности
В Тулн е роден художникът Егон Шиле (1890 – 1918).